# 吉水孝宏
吉水 孝宏（よしみず たかひろ、1968年7月31日 - ）は、日本の男性声優。大阪府出身。青二プロダクション所属。しばしば「吉永孝宏」と誤表記される。

## 来歴
青二塾大阪校4期卒業。

## 人物
方言は大阪弁、鹿児島弁。音域はG-G。
役柄としては、狂気に満ちた悪役、コミカル・滑稽な三枚目役を演じることが多い。
特技は殺陣、技斗（芸道殺陣波濤流高瀬道場・皆伝）（日俳連アクション部会・上級）。
資格・免許は普通自動車免許、自動二輪大型免許。

## 出演
太字はメインキャラクター。

### テレビアニメ
1988年
- ビックリマン

1991年
- ウルトラマンキッズ 母をたずねて3000万光年（1991年 - 1992年、兵隊たち、衛兵たち）
- ゲッターロボ號（1991年 - 1992年、兵士B、科学者A）
- ドラゴンクエスト ダイの大冒険（1991年 - 1992年、モンスター）
- まじかる☆タルるートくん（町人、タオル）

1992年
- ツヨシしっかりしなさい（1992年 - 1993年、不良B、魚政の弟〈代役〉、店長、男性B）
- スーパービックリマン（悪魔兵）
- 美少女戦士セーラームーン（1992年 - 1993年、作業員、管理人） - 2シリーズ

1993年
- キテレツ大百科（アナウンサー、茂、マネージャー）
- 剣勇伝説YAIBA（運転手、八鬼、SP）
- 超電動ロボ 鉄人28号FX

1994年
- きょうふのキョーちゃん（ジャッジ・公平）

2001年
- クレヨンしんちゃん（2001年 - 2018年、トモミの夫、男性C、男性A、一郎、店長）
- ジャングルはいつもハレのちグゥ（チェット）
- 週刊ストーリーランド（オカマ①）

2002年
- あたしンち（2002年 - 2005年、塚本、先生〈初代〉、警官、ソバ屋、客A、体育の先生 他）
- あずまんが大王（ナック）
- アベノ橋魔法☆商店街（林太郎）
- キディ・グレイド（リングアナ）
- キャプテン翼（ヘルナンデス、フォルト、野崎記者）

2003年
- 魁!!クロマティ高校（2003年 - 2004年、しんや、ワルB、バース高ワルD、リーゼントA、クロ高ワルC 他）
- ソニックX（ポリス、警官）
- ドラえもん（テレビ朝日版第1期）（釣り人）
- 名探偵コナン（リングアナウンサー）

2004年
- SDガンダムフォース（マーク、ハロ長官）
- 美鳥の日々（西田剛、三波）

2005年
- ドラえもん（テレビ朝日版第2期）（2005年 - 2016年、兵士B、兵士D、アナウンサー、ニュースキャスター）
- 冒険王ビィト（三ツ星ヴァンデル）　
- ONE PIECE（2005年 - 2024年、パウリー、ラクロワ、将校、ドスン、MC）

2006年
- まじめにふまじめ かいけつゾロリ（強盗）

2007年
- ゲゲゲの鬼太郎（第5作）（記者、坂口）
- MOONLIGHT MILE（瀬川） - 2シリーズ
- レ・ミゼラブル 少女コゼット（バオレル、学生）

2008年
- カイバ
- 忍たま乱太郎（料理係）
- はたらキッズ マイハム組（剣士郎）

2009年
- ちびまる子ちゃん（獣医）
- ドラゴンボール改（アプール）
- ねぎぼうずのあさたろう（大豆山、若い東藤正直）

2010年
- 怪談レストラン（男性）
- HEROMAN（レポーター）

2014年
- 暴れん坊力士!!松太郎（近藤）
- ディスク・ウォーズ:アベンジャーズ（サイクロップス）
- モモキュンソード（店主）

2017年
- 鬼平（浪人C）

2020年
- アラド:逆転の輪（アガンゾ）

### 劇場アニメ
- 豪華3本立て!トミカ・プラレール映画まつり（2013年、ショウ隊員、コダマ隊員、ナレーション）

### OVA
1991年
- ここはグリーン・ウッド（寮生B）

1992年
- OZ（ゴロツキD）

1993年
- ツインビー ウィンビーの1/8パニック（司会ロボ）

1994年
- 鬼切丸（族）

1995年
- 大YAMATO零号（サカイ）

2002年
- I'll/CKBC（東本孝宏）

2003年
- サクラ大戦 エコール・ド・巴里（巴里市警）

2005年
- GUNDAM EVOLVE../11 RB-79 BALL（通信音声）

2007年
- テイルズ オブ シンフォニア THE ANIMATION シルヴァラント編（フォシテス）

2008年
- トミカハイパー大冒険!（ショウ隊員）

2009年
- プラレールわいわいDVD（ショウ隊員）
- レッツゴー!トミカボーイズ（ショウ隊員、ゴウタパパ）

2010年
- レッツゴー!トミカボーイズF5（ショウ隊員、ピラミッド移動プロジェクトの責任者）

2011年
- 英雄伝説 空の軌跡 THE ANIMATION（ヴァルター）

### Webアニメ
- 幕末機関説 いろはにほへと（2006年、小野寺）
- トミカハイパーシリーズ 緊急配備!!レスキューライナー ブルーポリスライナー ビルダーライナー（2013年、ショウ隊員、コダマ隊員、ナレーション）

### ゲーム
1995年
- TWO-TENKAKU（オペレーターの声）

1997年
- 三國無双（許褚、周瑜）
- 改造町人シュビビンマン零（カゲマル、神宮寺）

1998年
- デストレーガ（ドイル）

1999年
- ベルセルク 千年帝国の鷹編 喪失花の章（ダンテス）

2000年
- 真・三國無双（許褚、周瑜）

2001年
- 真・三國無双2（許褚、周瑜）
- Love Songs アイドルがクラスメ〜ト（品田浩二）

2002年
- 三國志戦記（孫権、典韋）
- 真・三國無双2 猛将伝（許褚、周瑜）

2003年
- 真・三國無双3（許褚、周瑜）
- 真・三國無双3 猛将伝（許褚、周瑜）
- テイルズ オブ シンフォニア（フォシテス）

2004年
- SDガンダムフォース 大決戦! 次元海賊デ・スカール!!（ハロ長官、ガンダイバー）
- 決戦III（斎藤義龍、山県昌景）
- サモンナイト クラフトソード物語2（イグゼルド、ベルグ）
- 真・三國無双3 Empires（許褚、周瑜）
- マグナカルタ（ブロンクス）

2005年
- 悪魔城ドラキュラ 闇の呪印（ヘクター）
- 餓狼伝 Breakblow（鞍馬彦一、安原健次、井野康生）
- 真・三國無双4（許褚、周瑜）
- 真・三國無双4 猛将伝（許褚、周瑜）
- 天外魔境III NAMIDA（シロモツ）
- ONE PIECE パイレーツカーニバル（パウリー） - PS2&GC

2006年
- 英雄伝説 空の軌跡SC（《痩せ狼》ヴァルター）
- 機動戦士ガンダム スピリッツオブジオン（連邦一般兵）
- SIMPLE2000シリーズ Vol.100 THE 男たちの機銃砲座（チキン）

2007年
- 英雄伝説 空の軌跡 the 3rd（《痩せ狼》ヴァルター）
- 餓狼伝 Breakblow Fist or Twist（鞍馬彦一、安原健次、井野康生）
- 真・三國無双5（許褚、周瑜）
- 無双OROCHI（許褚、周瑜）
- ONE PIECE アンリミテッドアドベンチャー（パウリー） - Wii

2008年
- 無双OROCHI 魔王再臨（許褚、周瑜）

2009年
- 真・三國無双5 Empires（許褚、周瑜）
- 無双OROCHI Z（許褚、周瑜）
- 龍が如く3
- ONE PIECE アンリミテッドクルーズ エピソード2 -目覚める勇者-（パウリー）

2010年
- 真・三國無双 MULTI RAID 2（許褚、周瑜）
- 北斗無双（シュウ）
- 龍が如く4 伝説を継ぐもの

2011年
- 真・三國無双6（許褚、周瑜）
- 真・三國無双6 Empires（許褚、周瑜）
- 真・三國無双6 猛将伝（許褚、周瑜）
- 真・三國無双 NEXT（許褚、周瑜）
- 無双OROCHI 2（許褚、周瑜）

2012年
- 真・三國無双 VS（周瑜）
- 真・北斗無双（シュウ、マッドサージ）
- テイルズ オブ エクシリア2
- 龍が如く5 夢、叶えし者
- ONE PIECE ワンピーベリーマッチIC（ドスン）

2013年
- 真・三國無双7（許褚、周瑜）
- 真・三國無双7 猛将伝（許褚、周瑜）
- STORM LOVER 2nd（安藤）
- テイルズ オブ シンフォニア ユニゾナントパック（フォシテス）

2014年
- 魁!!男塾 〜日本よ、これが男である!〜（羅刹）

2015年
- ドラゴンボール ゼノバース（アプール）

2016年
- ドラゴンボール ゼノバース2（アプール）

2018年
- 真・三國無双8（許褚、周瑜）
- 無双OROCHI 3（許褚、周瑜）

2020年
- ドラゴンボールZ カカロット（アプール）
- 魔女の泉3 Re: Fine（ヘクター）

2021年
- 英雄伝説 黎の軌跡（ヴァルター・クロン）
- 真・三國無双8 Empires（許褚、周瑜）

2022年
- 英雄伝説 黎の軌跡 II -CRIMSON SiN-（ヴァルター・クロン）

2025年
- 真・三國無双 ORIGINS（周瑜、許褚）

### 特撮
1995年
- 重甲ビーファイター（カブトの声）

1996年
- ガメラ2 レギオン襲来

1997年
- ビーファイターカブト（白いカブトの声）

1999年
- ガメラ3 邪神覚醒

2000年
- 未来戦隊タイムレンジャー（武器密売人ハマーの声）

2004年
- 特捜戦隊デカレンジャー（リングアナ）

2009年
- 劇場版 炎神戦隊ゴーオンジャーVSゲキレンジャー（ヌンチャクバンキの声）

2013年
- 獣竜戦隊キョウリュウジャー でたァ〜ッ! まなつのアームド・オンまつり!!（デーボ・タンゴセックの声、デーボ・タナバンタの声）

### CD
- 國府田マリ子のラジオ・キャンバスシリーズ（うっきぃ's CAFE メインホスト 他）
- 魁!!クロマティ高校 特別編（山本一郎）
- CDドラマコレクションズ 三國志シリーズ（徐盛文嚮、陳登元龍、愈渉）
- テイルズ オブ デスティニー（飛行竜の艦長）

### ナレーション
- トミカ プラレール ハイパーチームずかん
- はねるのトびら（フジテレビ） - ザ・ウラモネア、キュービックルーマンなど
- 麻里子さまのおりこうさま!（NHK）
- 溜池Now（GyaO、N.P.03ナレーション）第1回 - 第36回
- ハイビジョン特集（ボイスオーバー）
- クローズアップ現代

### 歌
- キュービックルーマンの歌（吉水孝宏&お台場にいたチビッ子たち名義。はねるのトびらの1コーナー「キュービックルーマン」の主題歌）

### CM
- ソニックランナー（ショウ隊員）
- 2008年度ハイパーレスキュー（ナレーション）
- 2009年度ハイパーレスキュー（ショウ隊員）
- ハイパーレスキュー1号（II型）&2号（II型）（ショウ隊員）
- ハイパーレスキュー緊急指令タワー基地（ウチダ隊長）
- レスキューライナー&ブルーポリスライナー&ビルダーライナー（ナレーション）

### テレビドラマ
- 連続テレビ小説 なつぞら 第152回（NHK、藤森）

### テレビ番組
- 世界の果てまでイッテQ!（日本テレビ、外国人吹き替え）
- 料理の鉄人（冷蔵庫前リポーター、太田真一郎の代理）
- Let's天才てれびくん（五頭竜）

### ラジオドラマ
- 花の慶次（2012年、岩兵衛）

### その他コンテンツ
- SENGOKU RAIDEN CHAMPIONSHIP（リングアナウンサー）
- トミカスペシャルDVD（ナレーション(2014)、ショウ隊員(2014)、ハイパーレスキューの一般隊員、Dr.M）
- トミカハイパーチーム出動せよ!（ショウ隊員）
- トミカハイパーチーム レスキュー＆ポリス GO!（ショウ隊員）
- トミカプラレールビデオ（ショウ隊員、ウチダ隊長、コダマ隊員、マスターゼロ、うえの教授）
- ぼくらのハイパーレスキュー1号&2号（ショウ隊員）